# Acceptance and Commitment Therapy

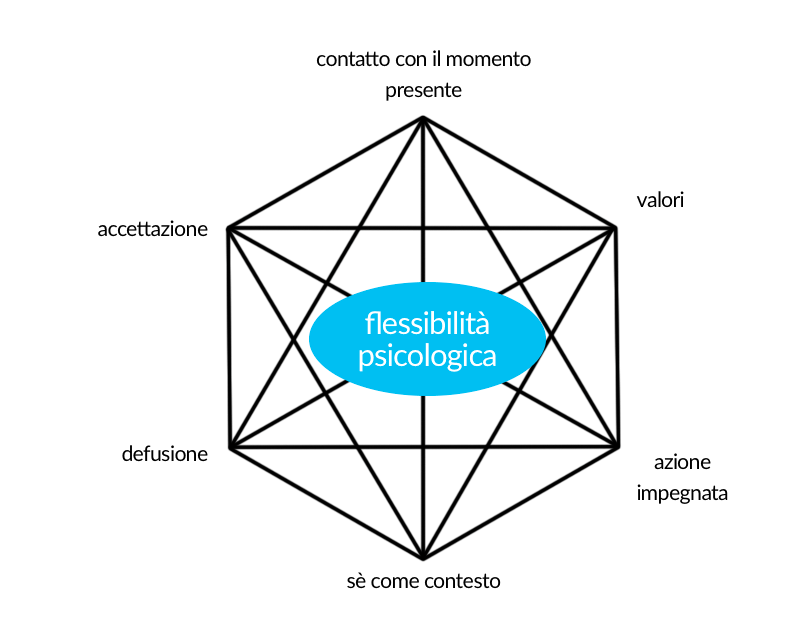
Hexaflex dell'ACT

L'Acceptance and Commitment Therapy (ACT, tipicamente pronunciata come la parola in inglese act) è una forma di psicoterapia di terza generazione all'interno della cornice comportamentista e contestualista funzionale.
Steven C. Hayes ha sviluppato l'Acceptance and Commitment Therapy nel 1982 al fine di creare un approccio misto che integri sia il covert conditioning che la terapia comportamentale.
È un intervento psicologico evidence-based che utilizza strategie per promuovere l'accettazione e la consapevolezza unite a strategie di impegno e cambiamento del comportamento, per aumentare la flessibilità psicologica. L'ACT è, come molte altre terapie di terza generazione, fortemente ispirata alla psicologia buddhista.
Esistono diversi protocolli ACT, a seconda del tipo di comportamento da modificare o del setting.
Nelle campo della psicoterapie brevi, una versione dell'ACT è chiamata Focused Acceptance and Commitment Therapy o FACT. Questa forma di psicoterapia breve utilizza strategie di accettazione e consapevolezza per aiutare le persone a trasformare il loro rapporto con le proprie esperienze mentali indesiderate e dolorose, come pensieri negativi, emozioni spiacevoli, ricordi dolorosi o sintomi fisici spiacevoli, in parte ricalcando l'impostazione della psicoterapia breve strategica.
L'obiettivo dell'ACT non è la diretta modificazione dei vissuti emotivi dolorosi, quanto piuttosto l'essere in contatto questi vissuti. Dando loro spazio e allo stesso tempo impegnandosi verso "comportamenti orientati dai propri valori". L'acceptance and commitment therapy invita le persone ad aprirsi ai propri vissuti emotivi anche spiacevoli riducendo l'evitamento esperienziale. Invitando inoltre a non evitare situazioni o contesti in cui questi emergono, quanto piuttosto accettarli come parte della vita e anche di un percorso di cambiamento. Il suo effetto terapeutico è ipotizzato come una spirale positiva in cui il miglioramento è ricercato non tanto nella scomparsa della sofferenza, quanto piuttosto nella sua accettazione e conseguente impegno verso una vita ricca e significativa.
In ambito ospedaliero in Italia sono stati studiati protocolli ACT per le dipendenze patologiche e per l'abuso di alcol.

## Teoria e tecnica dell'acceptance and commitment therapy

### Nozioni di base
L'ACT si sviluppa all'interno di una filosofia pragmatica chiamata contestualismo funzionale e si sviluppa all'interno di un framework concettuale chiamato Relational Frame Theory (RFT), una teoria del linguaggio e della cognizione che è una propaggine dell'analisi del comportamento. Sia l'ACT che RFT si basano sulla filosofia del comportamentismo radicale di BF Skinner.
L'ACT differisce da altri tipi di terapia cognitivo comportamentale (CBT) in quanto, piuttosto che focalizzarsi sulla riduzione dei sintomi attraverso una controllo dei propri pensieri, sentimenti, sensazioni, ricordi e altri eventi privati dolorosi, propone di osservare con curiosità questi fenomeni interni alla mente, accettandone i contenuti fastidiosi e dolorosi. L'ACT aiuta l'individuo a entrare in contatto con un senso trascendente di sé noto come sé come contesto. Il sè come contesto è quella parte di sè che costantemente osserva e sperimenta il flusso dei contenuti mentali, cioè pensieri, immagini mentali, sentimenti, emozioni e ricordi senza però fondersi con questi. L'ACT mira inoltre ad aiutare l'individuo a chiarire i propri valori personali, e ad agire nella direzione di questi valori, aumentando così la propria flessibilità psicologica.
Mentre la psicologia occidentale ha tipicamente operato sotto il presupposto della "sana normalità" che afferma che per loro natura gli esseri umani sono psicologicamente sani, l'ACT presuppone, piuttosto, che i processi psicologici di una normale mente umana siano spesso fonte stessa di sofferenza. Uno degli aspetti centrali della teorizzazione dell'ACT è che la sofferenza psicologica è solitamente causata dall'evitamento esperienziale, dalla fusione cognitiva e dalla conseguente rigidità psicologica che porta all'incapacità di compiere azioni coerenti con i propri valori fondamentali. Per rendere più semplice la comprensione del modello, l'ACT ritiene che il nucleo di molti comportamenti problematici sia dovuto ai concetti rappresentati nell'acronimo FEAR:
- Fusion
- Evaluation
- Avoidance
- Reasons

Secondo Hayes le persone si fondono con i propri pensieri, valutazioni e ragioni. E smettono di vederli come realmente sono, ossia generati da loro stessi e quindi soggettivi. Inoltre, qualora questi pensieri siano spiacevoli o dolorosi sono portati ad evitarli, evitando situazioni e contesti che attivano quei pensieri. Ad esempio se una persona pensa "c'è qualcosa di profondamente sbagliato in me" tenderà ad evitare quelle situazioni che attivano quel pensiero. Evitando però quel pensiero paradossalmente lo si rinforza in quanto, implicitamente, la persona si comporta davvero come se ci fosse qualcosa di sbagliato in lei, alimentando quindi l'essenza stessa di quel pensiero. Secondo Hayes dato che i pensieri e le emozioni non causano direttamente i comportamenti, ma sono dipendenti dal contesto in cui si manifestano, allora l'impatto di questi può più facilmente essere modificato cambiando il contesto del comportamento verbale.

### Processo terapeutico
L'ACT utilizza spesso esercizi esperienziali, paradossi logici e l'uso di metafore principalmente per limitare durante la terapia l'eccessivo utilizzo di contenuti verbali, favorendo più processi basati sull'esperienza. Generalmente il primo aspetto che viene affrontato in terapia è l'individuazione delle strategie fallimentari attuate dal paziente per controllare l'esperienza dolorosa. Ciò che non funziona è spesso il tentativo deliberato di controllare gli eventi privati (pensieri ed emozioni dolorose). Molte persone infatti cercano di eliminare queste esperienze emotive sgradevoli cercando di avere un controllo su di esse. Molto spesso accorgendosi però che tali strategie sono inefficaci.
Durante il percorso di terapia i pazienti sono gradualmente invitati a sostituire quelle strategie di evitamento con altre strategie che consentono di prendere contatto con quelle sensazioni spiacevoli. I pazienti sono invitati ad accogliere pensieri difficili, emozioni dolorose, sensazioni corporee spiacevoli e altre. Tecniche di defusione cognitiva vengono inoltre utilizzare per ridurre la dominanza dei significati letterali dei propri pensieri. Una delle strategie utilizzate a questo scopo è la mindfulness, una tecnica di meditazione orientale che favorisce un'osservazione non giudicante dei propri pensieri interni momento dopo momento.
Vengono inoltre utilizzati esercizi esperienziali per aiutare i pazienti ad entrare maggiormente in contatto con i propri valori personali. I valori differiscono dagli obiettivi in quanto non sono mai realmente raggiungibili (un valore può essere "vivere una vita amorevole", un obiettivo può essere "voglio sposarmi") e danno una direzione all'esistenza. I pazienti sono quindi invitati ad impegnarsi in azioni concrete che siano coerenti con i propri valori personali, scegliendo responsabilmente di arricchire di significato la loro vita. Aumentando così la propria flessibilità psicologica.

### Principi chiave
L'ACT descrive sei processi fondamentali per aiutare i pazienti a sviluppare la flessibilità psicologica:
1. Defusione cognitiva: metodi per ridurre la tendenza a reificare pensieri, immagini, emozioni e ricordi
2. Accettazione: consentire alle esperienze private indesiderate (pensieri, sentimenti e impulsi) di andare e venire senza lottare con queste
3. Contatto con il momento presente: consapevolezza del qui e ora, vissuta con apertura, interesse e ricettività. (ad es. consapevolezza)
4. Il sé osservante: accesso a un senso trascendente di sé, una continuità di coscienza che è immutabile
5. Valori: scoprire ciò che è più importante per se stessi[14]
6. Azione impegnata: fissare obiettivi in base a valori e realizzarli responsabilmente, al servizio di una vita significativa

Studi correlazionali hanno ipotizzato che l'assenza di flessibilità psicologica predica molte forme di psicopatologia. Una meta-analisi del 2005 ha suggerito che i sei processi dell'ACT, in media, rappresenterebbero il 16-29% della varianza totale nella psicopatologia (salute mentale generale, depressione e ansia) alla baseline, anche se le modalità di ricerca su questi aspetti risultano ancora problematiche. Una meta-analisi del 2012 di 68 studi di laboratorio sulle sei componenti dell'ACT ha fornito evidenze di un collegamento tra il costrutto della flessibilità psicologica e le sue diverse componenti specifiche ipotizzate.

### Differenze rispetto alla terapia cognitivo comportamentale standard
Secondo Heyes l'ACT differisce dagli approcci cognitivo-comportamentali standard su diversi piani. La principale differenza è che mentre la CBT si impegna nel tentativo di modificare il contenuto dei pensieri disfunzionali, l'ACT evita accuratamente di farlo enfatizzando più il contesto entro cui questi pensieri emergono. Inoltre, se elementi di accettazione e di defusione si trovano anche negli approcci CBT standard, l'ACT significativamente enfatizza questi processi slegandoli però completamente dal loro possibile utilizzo per modificare anche solo indirettamente il contenuto dei pensieri. Nonostante le dichiarazioni iniziali, elementi di forte continuità tra le diverse forme di terapia cognitivo-comportamentale stanno sempre più emergendo in quella che è ad oggi chiamata "la terza onda".

## Ricerca sull'acceptance and commitment therapy
Una meta-analisi del 2008 ha concluso che i dati presenti in letteratura fossero ancora troppo scarsi per poter considerare l'ACT un trattamento supportato dall'evidenza e ha sollevato preoccupazioni metodologiche rispetto alla ricerca di base. Una meta-analisi del 2009 ha rilevato che l'ACT era più efficace del placebo e del "treatment as usual" per diverse problematiche psicologiche e psichiatriche (ad eccezione di ansia e depressione), ma non più efficace della CBT e di altre terapie tradizionali. Una meta-analisi del 2012 è stata più positiva e ha evidenziato come l'ACT fosse superiore rispetto alla CBT in termini di efficacia, ad eccezione del trattamento della depressione e dell'ansia.
Una revisione del 2015 ha rilevato che l'ACT era migliore del placebo nel trattamento dei disturbi d'ansia, della depressione e delle dipendenza da sostanze. Ma la sua efficacia era simile ai trattamenti tradizionali come la terapia cognitivo comportamentale (CBT). Gli autori hanno suggerito che i risultati più positivi della meta-analisi del 2012 di Ruiz potrebbe essere stata influenzati dall'inclusione di studi non randomizzati con campioni di piccole dimensioni, studi su problematiche sub-cliniche e differenti modalità metodologiche. Gli autori hanno anche comunque osservato un miglioramento delle metodologie di ricerca negli ultimi studi, con minori problematiche metodologiche rispetto a quelle evidenziate dalla meta-analisi del 2008.
Il numero di studi clinici randomizzati che valutano l'ACT per una varietà di disturbi è in crescita. Nel 2006 erano noti solo circa 30 studi di questo tipo, ma nel 2011 il numero era circa raddoppiato. Il sito web dell'Associazione per la scienza del comportamento contestuale afferma che ci sono stati 171 studi randomizzati controllati (RCT) sull'ACT pubblicati a dicembre 2016, e oltre 20 meta-analisi e 45 studi di revisione della letteratura sull'ACT a partire dalla primavera 2016. La maggior parte degli studi sull'ACT finora sono stati condotti su adulti e pertanto la conoscenza della sua efficacia quando applicata a bambini e adolescenti è limitata.

## Organizzazioni professionali internazionali
L'Associazione per la scienza comportamentale contestuale è impegnata nella ricerca e nello sviluppo dell'ACT, della RFT e della scienza del comportamento contestuale più in generale. Nel 2017 contava oltre 7.600 membri in tutto il mondo, circa la metà al di fuori degli Stati Uniti. Organizza una Conferenza Mondiale ogni estate, a volte nel Nord America e altre volte in Europa.
L'Associazione per le terapie comportamentali e cognitive (ABCT) ha anche un gruppo di interesse per l'analisi del comportamento. Il lavoro sull'ACT viene comunemente presentato all'ABCT e ad altre organizzazioni CBT tradizionali. La British Association for Behavioral and Cognitive Psychotherapies (BABCP) ha un grande gruppo di interesse speciale per l'ACT, con oltre 1.200 membri. Gli psicologi analisti del comportamento con il livello di dottorato appartengono alla Divisione 25 dell'American Psychological Association (APA) - Analisi del comportamento. L'ACT è stato definito un "trattamento usato comunemente e con supporto empirico" all'interno della specialità riconosciuta dall'APA di psicologia comportamentale e cognitiva.

## Analogie con altre terapie
L'ACT, la terapia dialettica comportamentale (DBT), la psicoterapia analitica funzionale (FAP), la terapia cognitiva basata sulla consapevolezza (MBCT) e altri approcci basati sull'accettazione e sulla consapevolezza sono comunemente raggruppati sotto il nome di "terza ondata delle terapie cognitivo comportamentale". La prima ondata, la terapia comportamentale, iniziò negli anni '20 e si ispirò ai lavori sul condizionamento classico di Pavlov e sul condizionamento operante di Skinner. La seconda ondata, la svolta cognitivista, è emersa negli anni tra gli anni '50 e '60 e focalizzava la sua attenzione sui pensieri collegati a forme di disagio psicologico. La sofferenza era quindi vista come il risultato di credenze irrazionali, atteggiamenti disfunzionali o pensieri negativi depressogeni.
Alla fine degli anni '80 le critiche mosse da alcuni autori ai presupposti teorici della seconda ondata hanno dato origine alla teoria dell'ACT di Steven Hayes, autore che ha suggerito di spostare il focus dell'attenzione dai contenuti e dalla forma di pensieri ed emozioni, alla funzione che questi hanno, suggerendo inoltre una maggior attenzione al contesto. L'ACT ipotizza che molte delle difese che gli individui usano per cercare di eliminare la sofferenza psicologica, in realtà, li intrappolano in una sofferenza maggiore. Idee rigide su se stessi, mancanza di concentrazione su ciò che è importante per la propria vita e lotta per cambiare sensazioni, sentimenti o pensieri problematici, servono solo a creare maggiore sofferenza.
L'enfasi dell'ACT sulla consapevolezza del momento presente, sui valori e e sull'azione impegnata è simile ad altri approcci psicoterapeutici come La terapia della Gestalt. Inoltre, Wilson, Hayes e Byrd hanno esplorato a lungo le compatibilità tra ACT e il programma dei 12 passi nel trattamento delle dipendenze sostenendo che, a differenza della maggior parte delle altre psicoterapie, entrambi gli approcci possono essere integrati implicitamente o esplicitamente a causa delle loro ampie comunanze.
Entrambi gli approcci sostengono l'accettazione come alternativa al controllo. L'ACT enfatizza l'inefficacia di affidarsi a strategie nel controllare l'esperienza emotiva promuovendone invece l'accettazione. Allo stesso modo l'approccio dei 12 passi enfatizza l'accettazione dell'impossibilità di controllare direttamente la dipendenza e promuove cambiamenti che partano da questa consapevolezza. Entrambi gli approcci incoraggiano un ampio riorientamento della vita, piuttosto che una focalizzazione ristretta sull'eliminazione dei sintomi, ed entrambi danno grande valore a progetti a lungo termine di costruzione di una vita significativa allineata con i propri valori personali. Sia l'ACT che i 12 passi incoraggiano l'utilità pragmatica di coltivare un senso trascendente di sé all'interno di una spiritualità non convenzionale e individualizzata. Infine entrambi accettano apertamente il paradosso secondo cui l'accettazione è una condizione necessaria per il cambiamento ed entrambi incoraggiano una giocosa consapevolezza dei limiti del pensiero umano.

## Critiche
Le maggiori critiche rivolte all'ACT risiedono sulla presunta originalità. Alcuni studiosi di psicologia clinica hanno infatti sostenuto che l'ACT non sia sostanzialmente diversa da altri interventi terapeutici e agisca sugli stessi processi di altre forme di psicoterapia.
Una meta-analisi di Öst nel 2008 ha concluso che l'ACT non si qualificava ancora come "trattamento supportato empiricamente", che la metodologia di ricerca per l'ACT era meno rigorosa della terapia cognitivo comportamentale e che la dimensione dell'effetto era moderata. Atkins, Ciarrochi & Hayes nel 2017 hanno aspramente contestato tali conclusioni sottolineando come lo studio di Öst avesse selettivamente ignorato alcuni studi, suggerendo di non considerare questa meta-analisi come studio autorevole dell'efficacia dell'ACT  e suggerendo una rianalisi dei risultati. La risposta di Öst è arrivata nello stesso anno. L'autore conclude la sua meta-analisi confermando i dati e le conclusioni della sua meta-analisi del 2008.
Diverse preoccupazioni, sia teoriche che empiriche, sono sorte in risposta all'ascesa dell'ACT. Una delle principali preoccupazioni teoriche era che i primi autori dell'ACT e delle corrispondenti teorie sul comportamento umano, la Relational Frame Theory (RFT) e il contestualismo funzionale (FC), raccomandassero il loro approccio per qualsiasi condizione di disagio psicologico, suggerendo l'ACT come il proverbiale Santo Graal delle terapie psicologiche. In seguito, nella prefazione alla seconda edizione di Acceptance and Commitment Therapy, gli autori hanno chiarito che "L'ACT non è stata sviluppata per minare le tradizioni da cui proviene, né pretende di essere una panacea". Altre critiche provengono da clinici e ricercatori di altri orientamenti. Il libro di testo Systems of Psychotherapy: A Transtheoretical Analysis fornisce numerose critiche alle terapie comportamentali della terza ondata, incluso l'ACT, considerando il punto di vista di altri sistemi di psicoterapia.
Lo psicologo Jonathan W. Kanter ha affermato che Hayes e colleghi "sostengono che la psicologia clinica empirica è ostacolata nei suoi sforzi per alleviare la sofferenza umana e presenta la scienza comportamentale contestuale (CBS) come antidoto per affrontare le carenze filosofiche, teoriche e metodologiche di base del campo della psicologia clinica. La CBS rappresenta un insieme di buone idee, ma a volte l'impegno della CBS è oscurato dall'eccessiva promozione dell'Acceptance and Commitment Therapy (ACT) e della Relational Frame Theory (RFT) e dalla delegittimazione delle precedenti tecniche di cambiamento cognitivo e comportamentale in assenza di una logica chiara e di supporto empirico a queste dichiarazioni". Tuttavia, Kanter ha concluso che "le idee di CBS, RFT e ACT meritano una seria considerazione da parte della comunità scientifica internazionale e hanno un grande potenziale per plasmare una scienza clinica veramente progressista che guidi la pratica clinica".
Infine una delle critiche rivolte alle attività di ricerca è che spesso sono gli stessi terapeuti aACT a progettare e attuare il lavoro di ricerca sull'efficacia del protocollo ACT suggerendo possibili bias metodologici. L'assenza di una solida struttura di ricerca di base infine è un aspetto problematico di tutte le psicoterapie impegnate, comprensibilmente, a dimostrare la loro maggior efficacia rispetto ad altre forme di psicoterapia, e solo limitatamente interessandosi alla ricerca di base e neuroscientifica.

## Studi di comparazione
Attualmente l'ACT sembra essere efficace quanto la CBT standard, con alcune meta-analisi che mostrano piccole differenze a favore dell'ACT e altre no. Ad esempio, una meta-analisi pubblicata da Francisco Ruiz nel 2012 ha esaminato 16 studi che confrontavano l'ACT con la CBT standard. L'ACT non è riuscita a mostrare un'efficacia maggiore dalla CBT sull'ansia, tuttavia sono stati riscontrati benefici modesti dell'ACT rispetto alla CBT per la qualità della vita.
Un paper del 2013 che confronta l'ACT con la terapia cognitiva (CT) ha concluso che "come per la CT, anche per l'ACT non si può ancora affermare con forza che le componenti specifiche del suo intervento siano elementi attivi che spiegano i suoi effetti terapeutici". Gli autori del documento sostengono infatti che molti dei presupposti dell'ACT e della CT "sono pre-analitici e non possono essere messi direttamente alla prova in test sperimentali".